# Gran Alemania

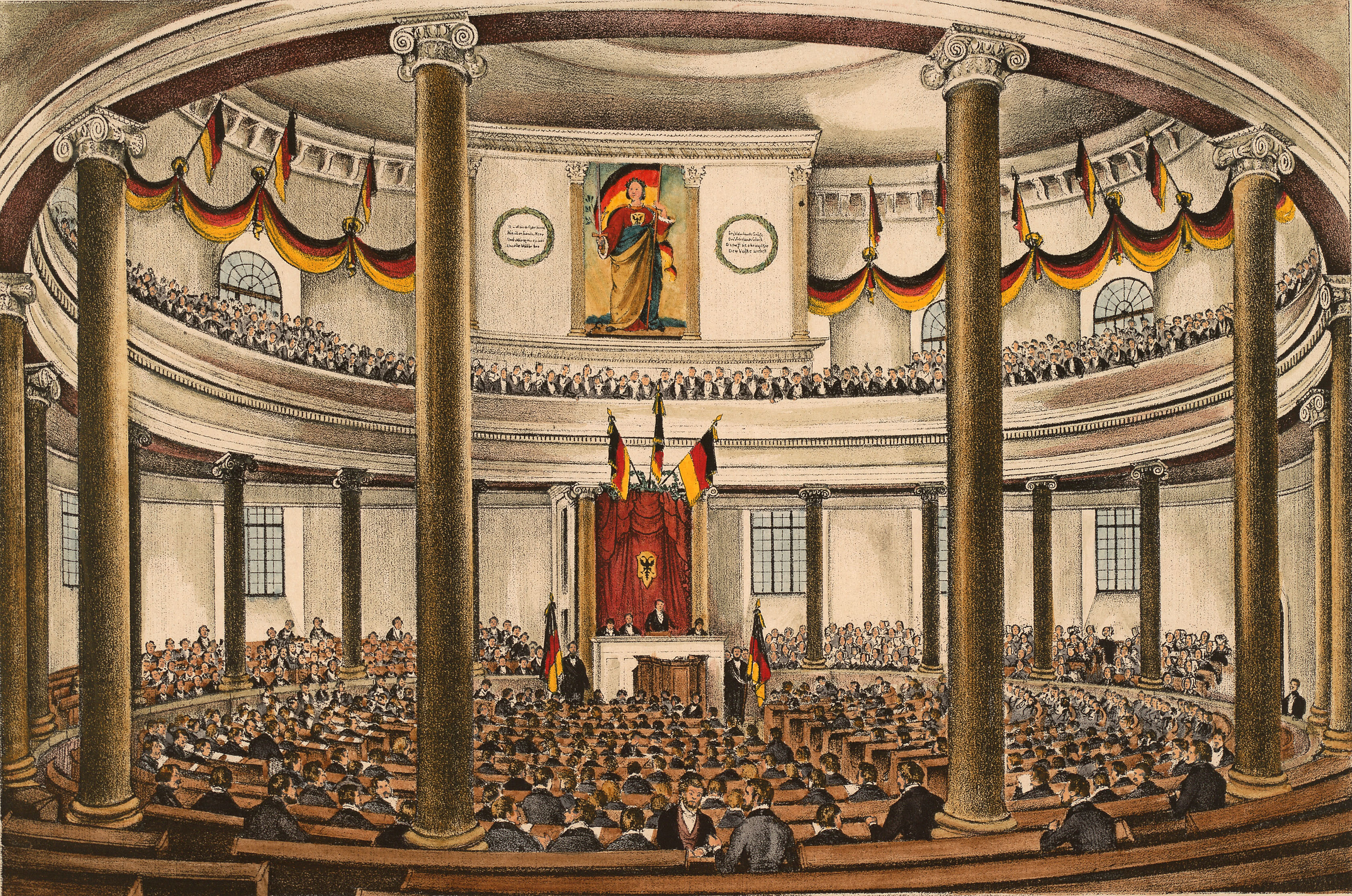
La Asamblea Nacional Alemana reunida en Paulskirche, 1848-1849.

La solución de la Gran Alemania (también Alemania Grande; en alemán: Großdeutschland o Grossdeutschland) es un término que se refiere al concepto de un Estado nación alemán con el adecuado «espacio vital» (Lebensraum) para todos los pueblos germánicos. El concepto contrario es conocido como «Pequeña Alemania» (Kleindeutschland), constituyendo ambas las dos soluciones propuestas para la cuestión alemana.

Población en la Confederación Alemana 1848, por estados individuales (en alemán). Un estado federal alemán sobre esta base habría correspondido esencialmente a la llamada "solución de la Gran Alemania". Alrededor de un tercio de los habitantes habrían vivido en Austria, Prusia y los demás Estados.

## Historia

Versión de una hipotética Gran Alemania, previa a la unificación alemana, que incluía todos los territorios de la Confederación Germánica y el Imperio austríaco; en rojo los límites de la confederación.

Versión de una hipotética Gran Alemania posterior a la Primera Guerra Mundial que incluía la República de Weimar, la Austria Alemana y territorios germanoparlantes de las vecinas Suiza, Checoslovaquia y Bélgica.

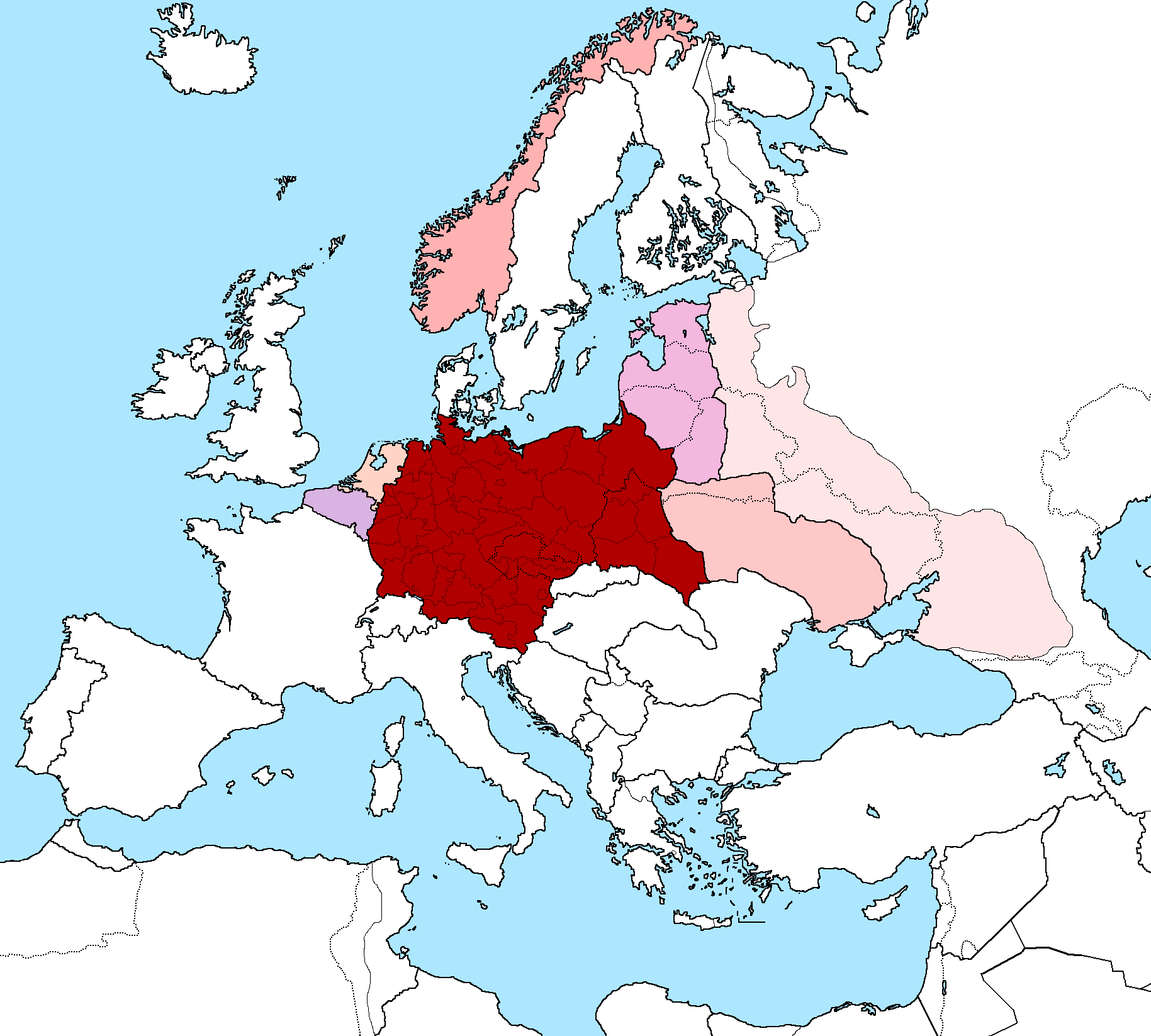
Mapa de la Alemania nazi en 1942, oficialmente conocida como Gran Imperio alemán a partir de 1943.

El término Gran Alemania (Großdeutschland) fue utilizado por primera vez por el presidente de la Asamblea Nacional de Fráncfort, Eduard von Simson. Este mayor movimiento alemán estuvo particularmente extendido en los estados alemanes del sur tales como Baden, Wurtemberg, Baviera y Austria; sus partidarios eran en su mayoría demócratas y liberales nacionales. En el contexto de la Revolución de marzo de 1848, esto significó el establecimiento de la idea de un estado nacional alemán unificado, que incluiría todas las áreas de habla alemana de la Confederación Germánica, incluidas las provincias orientales de Prusia, y por razones históricas el Reino de Bohemia, las tierras de la corona austríaca de Carniola y la región costera, además de áreas en las que los checos y los eslovenos constituían la mayoría de la población. Esta idea se oponía a la alternativa promovida por Prusia de la Pequeña Alemania (Kleindeutschland), que excluía los territorios germanoparlantes de Austria. Con la fundación del Imperio alemán en 1871, que no incluía a Austria, fue puesta en práctica la Kleindeutschland.
Otros propusieron una Alemania unificada incluyendo todas las tierras del Imperio austríaco. Uno de los obstáculos principales para hacerlo realidad era la numerosa población húngara y eslava del Imperio austríaco (incluyendo polacos, checos, eslovacos, ucranianos, eslovenos, croatas y serbios) que no tenían ningún deseo de unirse al Imperio alemán. Por esta razón, los liberales en 1848 propusieron una alternativa a la Großdeutschland: una visión que incluía Austria, las regiones de Bohemia-Moravia-Silesia (donde vivían los alemanes de los Sudetes) y las tierras austríacas eslovenas, pero no los territorios del Reino de Hungría (Hungría y Croacia). Sin embargo, esto habría requerido el desmembramiento del Imperio austríaco, y los checos de todos modos rechazaron la idea.
La mayoría de los austríacos se consideraban a sí mismos alemanes hasta después de la Segunda Guerra Mundial. La razón es que el estado austríaco no nació como nación, sino que se creó por orden de terceros países (contra la propia voluntad de los habitantes de la actual Austria), siendo sólo una parte desmembrada de un imperio multiétnico, el imperio austrohúngaro, el cual tenía una extensa población de alemanes étnicos. Así, después de la Primera Guerra Mundial, cuando el Imperio austríaco se desmembró, rápidamente la recién formada República de Austria Alemana pidió su anexión a Alemania, con el fin de crear un solo estado nación. Sin embargo, el Tratado de Versailles (28 de junio de 1919) y el Tratado de Saint-Germain (10 de septiembre de 1919) se lo prohibieron, forzando a toda la población alemana a quedar separada: los alemanes de los Sudetes a convertirse en ciudadanos de Checoslovaquia, los del lado austríaco a formar un país aparte, y a su vez Austria fue despojada de Tirol del Sur, obligando a esos otros alemanes étnicos a ser parte de Italia. Los países vencedores de la Primera Guerra Mundial incluso prohibieron el término "Austria alemana" (Deutschösterreich) con que denominaron a su tierra en un principio, como así también "Bohemia alemana", "Moravia alemana" y "Silesia alemana", ya que esas tierras, aunque habitadas desde hacía siglos por alemanes, les fueron adjudicadas a Checoslovaquia con toda su población alemana. Así, de 1918 a 1938, más de 9 millones de alemanes étnicos quedaron forzosamente viviendo fuera, como en el lado checo (3 millones), y otros tantos del lado austríaco, además de los que quedaron del lado italiano. Los grandes sufrimientos infligidos por estas políticas que desmembraron por la fuerza a una nación que deseaba permanecer unida inducirían el clima propicio para los emergentes políticos.
Para su unión con Alemania, Austria debería esperar hasta el 12 de marzo de 1938 -día en que se produjo la anexión o Anschluss-, los alemanes de los Sudetes deberían esperar hasta los Acuerdos de Múnich del 30 de septiembre de 1938 -cuando finalmente los jefes de gobierno de Reino Unido, Francia e Italia firmaron que reconocían que los Sudetes eran alemanes-, y el año siguiente Alemania firmó un convenio con Italia para que permitiera que los alemanes étnicos que vivían en Tirol del Sur pudieran emigrar a Alemania (en el marco del programa alemán Heim ins Reich o "De vuelta a casa"), lo que, junto a la recuperación de las regiones de Alsacia-Lorena, al fin cerraría el círculo del estado nación para la población alemana. Así, a partir de 1943, el país fue oficialmente llamado Großdeutsches Reich. Sin embargo, tras la Segunda Guerra Mundial, todas estas tierras fueron nuevamente desmembradas por la fuerza por los países vencedores.